# Leo Sowerby
Leo Sowerby, né le 1er mai 1895 à Grand Rapids (Michigan) et mort le 7 juillet 1968 à Port Clinton (Ohio), est un compositeur et musicien d'église américain, lauréat du Prix Pulitzer de musique en 1946. 
Il était surnommé le « doyen de la musique d'église américaine » dans la première moitié du XXe siècle.

## Biographie
Sowerby est né à Grand Rapids, dans le Michigan, où il commence à composer à l'âge de dix ans. Son intérêt pour l'orgue commence à l'âge de 15 ans où il apprend seul l'instrument. Il étudie la composition avec Arthur Olaf Andersen au Conservatoire américain de musique de Chicago. Un début de reconnaissance arrive quand son concerto pour violon est créé en 1913 par l'Orchestre symphonique de Chicago. 
Il vient en France durant la Première Guerre mondiale en tant que maitre de fanfare. En 1921 il gagna le Prix de Rome (de l'académie américaine à Rome), le premier compositeur à la recevoir. Il rejoint la faculté du Conservatoire américain de musique en 1924. 
En 1927 il devient organiste et maitre de chœur à l'église épiscopale de St James, à Chicago, qui fut consacrée en tant que cathédrale en 1955, alors qu'il y était encore employé. Précédemment, Sowerby était organiste associé à la quatrième église presbytérienne de Chicago (à partir de 1919).
En 1946, il reçoit le Prix Pulitzer de musique pour sa cantate Cantique du Soleil, écrite en 1944. En 1962, après sa retraite de St James, il est appelé à la cathédrale nationale de Washington pour devenir directeur-fondateur du College of Church Musicians, une position qu'il gardera jusqu'à sa mort en 1968 à Port Clinton, dans l'Ohio.
Sa production substantielle comprend plus de 500 œuvres dans tous les genres sauf l'opéra et le ballet. Ses dernières œuvres, composées à St James à Chicago et à la cathédrale de Washington, sont principalement de la musique d'église pour chœur et orgue.

## Œuvres choisies

### Musique chorale

#### Cantates
- A Liturgy of Hope (selections from the Psalms) (1917)
- The Vision of Sir Launfal (poème de James Russell Lowell) (1925)
- Forsaken of Man (Passion setting, adapté des Gospels de Edward Borgers) (1939)
- The Canticle of the Sun (St François d'Assise) (1944)
- Christ Reborn, pour voix et orgue (1950)
- The Throne of God (Book of Revelation), pour voix et orchestre (1956)
- The Ark of the Covenant, pour voix et orgue (1961)

#### Anthems
- Ad te levavi animam meam
- Behold, O God our Defender
- Christians, to the Paschal Victim
- Come, Holy Ghost, our souls inspire
- I was glad when they said unto me (Psalm 122)
- I will lift up mine eyes
- Love Came Down at Christmas
- Now There Lightens Upon Us
- Thy Word is a lantern (en mémoire du Président John F. Kennedy)
- Seeing We Also Are Compassed About (Hebrews 12:1-2, commandé par le Illinois Wesleyan University Collegiate Choir; 1957)

### Orgue solo
- Comes Autumn Time (1916)
- Carillon (1917)
- Requiescat in Pace (1920)
- Symphony in G (1930)
- Pageant (1931)
- Prélude de The King's Majesty (1945)
- Canon, Chacony, & Fugue (1948)
- Ten Hymn Preludes (publiés séparément; années 1950)
- Sinfonia Brevis (1965)
- Passacaglia (1967)

### Orgue avec d'autres instruments
- Elevation, pour violon et orgue (1912)
- Ballade, pour cor anglais et orgue (1949)
- Festival Musick pour orgue, cuivres et timbales (1953) (troisième mouvement: Toccata sur 'A.G.O.')
- Fantasy, pour trompette et orgue (1962)

### Orchestre
- Cinq symphonies
  - N°1 (1921)
  - N°2 (1927)
  - N°3 (1939–40)
  - N°4 (1944–47)
  - N°5 (1964)
- From the Northland, suite pour orchestre (1923)
- Prairie, poème symphonique pour orchestre (1929)
- A Set of Four: A Suite of Ironics, publié en 1931
- Concert Overture, pour orchestre

### Orchestre avec instrument(s) solo(s)
- Concerto pour violon en Sol majeur (1913, révisé en 1924)
- Concerto pour violoncelle en La majeur (1914–16)
- Concerto pour piano N°1 (1916, revisé en 1919)
- Ballad of King Estmere, pour deux pianos et orchestra (1922)
- Medieval Poem, pour orgue et orchestre (1926)
- Concerto pour violoncelle [n°2] en Mi mineur (1929–34)
- Concerto pour piano no 2 (1932)
- Concerto pour orgue no 1 (1937)
- Concerto classique, pour orgue et orchestre à cordes (1944)
- Concerto en Do, pour orgue et orchestre
- Concerto pour harpe
- Pièce de concert, pour orgue et orchestre (1951)

### Musique de chambre
- Trois sonates pour violon : N°1 en la majeur, N°2 en si bémol majeur (1922), N°3 en ré majeur
- Sonate pour violoncelle et piano (1920)
- Sonate pour alto et piano (aussi pour clarinette et piano)
- Trio pour piano en Do dièse mineur
- Sérénade pour quatuor à cordes en Sol majeur (publié en 1921)
- Quintette à vent (1916, publié en 1931)
- Sonate pour piano en Ré majeur (1948, rev. 1964)
- Passacaglia pour piano
- Sonate pour trompette et piano (1958)